# کلیات یوسفی
کلیات یوسفی یک رساله در زمینهٔ موسیقی است که نگارش آن به دورهٔ فتحعلی شاه قاجار و به شخصی به نام ضیاءالدین یوسف نسبت داده می‌شود.

## تاریخچه
از نویسندهٔ این رساله اطلاعات دقیقی در دسترس نیست و هیچ نسخه‌ای از آن به خط مؤلف اصلی آن نیز موجود نیست. تنها نسخه‌ای از این رساله که باقی مانده، نسخه‌ای است که توسط شخصی دیگر کتابت شده‌است و در انتهای آن آمده که «این رساله مسمی به کلیات یوسفی است که ضیاءالدین یوسف در فن موسیقی نگاشته و ظن قوی این است که زیاده بر آن‌ها باشد. نظر به این که بیش از این در درست نبود، عجالتاً همین‌قدر نبشته [شد] تا بقیه او به دست آید؛ و ضیاءالدینِ مشارٌ‌الیه از زبده متعلمان این فن و معاصر با عهد خاقان مغفور مبرور، فتحعلی شاه [بود]؛ تحریراً فی شهر رجب المرجب سنه ۱۲۷۱».
در مورد هویت ضیاءالدین یوسف حدس‌هایی زده شده‌است. یک حدس آن است که وی فرزند عبدالرحمن جامی (شاعر قرن نهم هجری) باشد، اما با توجه به سبک نگارش، این اثر شباهتی با رسالات موسیقی هرات در قرن نهم و دهم ندارد و بیشتر به آثار اواخر دورهٔ صفویه شبیه دانسته می‌شود. در مقابل، از آنجا که در متن رساله از «بیات قجر» نام برده شده، حدس زده می‌شود که این اثر باید در دوران قاجاریه نوشته شده باشد. همچنین برخی این اثر را با اثری دیگر با نام کلیات یوسفی که در زمینهٔ طب است (و مؤلف آن یوسف بن محمد بن یوسف بن هروی است) اشتباه گرفته‌اند اما آن اثر نیز پیش از دوران قاجار نوشته شده و مرتبط با این رسالهٔ موسیقی دانسته نمی‌شود. از سوی دیگر، در رساله بهجت الروح نیز (که احتمالاً در قرن یازدهم هجری تألیف شده) به نام ضیاءالدین یوسف اشاره شده‌است، و گفته شده که وی فرزند مؤلف بهجت الروح است؛ از آنجا که محتوای این دو رساله با هم شباهت‌هایی دارد و برخی فصول آن‌ها شباهت کامل دارند، مرتبط بودن مؤلفان آن‌ها با هم نیز محتمل دانسته می‌شود. البته شایان توجه است که مؤلف بهجت الروح نیز ناشناخته است.
با این حال، محسن محمدی از موسیقی‌شناسان ایرانی، نام کلیات یوسفی را ساختهٔ ذهن کاتب اثر می‌داند و از آنجا که نسخه‌ای دیگر از این اثر یافت نشده و هویت ضیاءالدین یوسف نیز مشخص نگردیده، استفاده از این نام برای آن رساله و مؤلفش را مسبب یک «غلط مصطلح» می‌داند و از این رساله با نام «رساله دوازده دستگاه» یاد می‌کند.

## محتوا و نقد
این رساله پنج فصل دارد اما مؤلف آن تنها عنوان سه فصل آن را مشخص کرده‌است. در نسخه‌ای که توسط بابک خضرائی بازخوانی و تصحیح شده، نام این پنج فصل به این شرح آمده‌است: فصل اول در ذکر مقامات و اسامی آن، فصل دوم در بیان آوازها، فصل سوم در اسامی بیست و چهار شعبه و ذکر برخاستن هر دوی از آنها از روی یک مقام، فصل چهارم در بیان آن که در هر وقت چه آهنگی باید باید خوانده شود و بیان شَدّها، و فصل پنجم در بیان اصول و اصناف تصانیف. فصل پنجم این رساله در واقع به بررسی ایقاع (واژهٔ عربی برابر ضرب‌آهنگ یا ریتم) می‌پردازد اگر چه از آن با لفظ «اصول» یاد می‌کند؛ در این فصل رابطهٔ ایقاع با بحور در وزن شعر (عروض) شرح داده شده‌است. در این رساله به ۲۴ ریتم مختلفی که در موسیقی به کار می‌رود اشاره شده‌است.
اگر چه این رساله از نظر محتوا، تکراری بر رساله‌های پیش از خودش است ولی از آنجا تداوم روند نگارش رساله‌های موسیقی در دوران قاجار را نشان می‌دهد، حائز اهمیت دانسته شده‌است. همچنین، در این رساله از دوازده دستگاه نام برده شده‌است که این نکته نیز به درک روند تاریخی شکل‌گیری دستگاه‌ها در موسیقی سنتی ایرانی کمک می‌کند. در نسخه‌ای خطی که توسط محسن محمدی بررسی شده، علاوه بر ذکر نام دوازده دستگاه، شرح سه دستگاه هم آمده‌است اما این نسخهٔ خطی شامل شرح دستگاه چهارم به بعد نیست.

## تصحیح و چاپ
این رساله توسط بابک خضرائی تصحیح شده و در سال ۱۳۹۰ توسط فرهنگستان هنر به چاپ رسید. این کتاب در جشن دوازدهمین سالگرد تأسیس خانه موسیقی در بخش کتاب‌های علمی-پژوهشی جایزهٔ رتبهٔ سوم را دریافت کرد.

## برای مطالعهٔ بیشتر
- خضرائی، بابک (۱۳۹۰). رساله موسیقی کلیات یوسفی. تهران: فرهنگستان هنر. شابک ۹۷۸-۹۶۴-۲۳۲-۱۱۷-۹.